# 印第安温泉村
印第安温泉村（英語：Indian Springs Village）是美国阿拉巴马州下属的一座城市。面积约为3.8平方英里（约合9.85平方公里）。根据2010年美国人口普查，该市有人口2,363人，人口密度为621.19/平方英里（约合239.9/平方公里）。